# Аламо (фильм)
«А́ламо» (англ. The Alamo) — американский фильм 2004 года о битве за Аламо, произошедшей в феврале-марте 1836 года, во время Техасской революции. Это вторая большая кинопостановка на тему битвы после одноимённой ленты Джона Уэйна 1960 года. Фильм был снят техасским режиссёром Джоном Ли Хэнкоком, спродюсирован Роном Ховардом, Брайаном Грейзером и Марком Джонсоном. Он был выпущен и распространялся кинокомпанией «Touchstone Pictures».
Сценарий был написан Джоном Ли Хэнкоком, Джоном Сейлзом, Стефеном Гэхеном и Лесли Боэмом. В отличие от картины 1960 года, сценарий 2003 года предлагает понять зрителю политические мотивы противоборствующих сторон, делает более значимой роль Санта-Анны.

## Сюжет
Мексиканские солдаты обшаривают форт Аламо, буквально заваленный трупами. Гонец приносит ужасную весть об истреблении защитников форта командующему техасской армией Сэму Хьюстону. Генерал вспоминает события годичной давности...
В театре перед спектаклем о Дэви Крокетте Хьюстон агитирует американцев переселяться в Техас, гарантируя каждому переселенцу участок земли в квадратную милю. Его предложением увлечён сам Дэвид Крокетт, явившийся в театр.
В Сан-Фелипе происходит бурное заседание временного правительства Техаса. Участники заседания, воодушевлённые недавними победами, высказываются за рейд на город Матаморос. Хьюстон уверяет, что это безумие, но его упрекают, что он также возражал против осады Бехара. Он предлагает создать техасскую армию и правительство, признанное всеми нациями, но участники голосуют за его смещение. Едва не начавшуюся поножовщину с Грантом предотвращает явившийся полковник Боуи.
Подполковник Тревис, уладив дела с разводом, является в наскоро укреплённый Аламо и принимает командование у уезжающего полковника Нейла. Боуи приводит отряд добровольцев, между ним и Тревисом начинаются трения. В Бехар приезжает Дэвид Крокетт, он ещё не знает, что на город движется армия под командой самого президента Мексики генерала Санта-Анны. По дороге беспощадный Санта-Анна приказывает расстрелять пойманных повстанцев на глазах у их семей.
На вечеринке происходит столкновение между Тревисом и Боуи, добровольцы отказываются подчиниться Тревису. Крокетт отказывается принять единое командование. На следующий день на холмах появляется мексиканское войско, техасцы в спешке перебираются в форт Аламо. Тревис выстрелом из пушки срывает переговоры Боуи и генерала Кастрильона, предложившего от имени Санта-Анны безоговорочную капитуляцию. Взбешённый Санта-Анна приказывает поднять знамя с надписью «Смерть предателям». Начинается осада, регулярные обстрелы по вечерам, однако техасцы не падают духом и обращают в бегство мексиканский отряд. Крокетт аккомпанирует на скрипке мексиканскому оркестру, играющему марш «Degüello», его выстрел пробивает эполет Санта-Анны, техасские пушкари сметают выдвинувшиеся мексиканские редуты.
Сегуин приносит письмо Тревиса Хьюстону, но Хьюстон, как и полковник Фэннин, не собирается деблокировать Аламо. Тревис объявляет гарнизону, что подкреплений не будет, но те, кто не захочет сдаться, продадут свою жизнь дорого. Вечером осаждённые пишут письма родным, Санта-Анна объясняет командирам план ночного штурма форта. На возражения генерала Кастрильона о том, что завтра прибудут тяжёлые орудия, с которыми можно обратить стены форта в руины и что есть законы об отношении к пленным, Санта-Анна брезгливо отвечает, что жизнь солдат не ценнее жизни кур, а если техасцы сдадутся, то будут считаться разбойниками, в плен никого брать не будут.
Ряды мексиканских солдат тихо подходят к стенам форта. Техасские часовые заколоты во сне, но проснувшийся Крокетт поднимает тревогу. Начинается общий штурм крепости. Техасцы отстреливаются на стенах, залпы их пушек выкашивают ряды штурмующих, но мексиканских солдат становится всё больше, они лезут на стены, врываются в потерны, прорубают оконные проёмы. Тревис убит выстрелом в голову, его раб Джо бросает оружие и выкрикивает заранее отрепетированную фразу: «Я — раб. Не повстанец!» Мексиканцы берут стену за стеной и поворачивают захваченные пушки против защитников форта, которые отступают в здания. Солдаты врываются в комнату больного Боуи и закалывают его штыками. Волна атакующих захлёстывает кучку последних защитников у входа в церковь вместе с Крокеттом.
На следующее утро пленный Крокетт заявляет в ответ на предложение переводчика просить пощады у Санта-Анны: «Я готов обсудить условия сдачи. Сложите оружие и я отведу вас к Хьюстону, но не гарантирую вам жизнь — Сэм очень вспыльчив». По сигналу разъярённого Санта-Анны конвоиры закалывают связанного Крокетта.
Получив страшную весть, Хьюстон не прекращает отступления. Он верит в то, что самомнение подведёт напыщенного «Наполеона Запада», который, как и Наполеон, совершит ошибку, разделив свои силы. И вот поле битвы найдено. Средь бела дня волна техасцев буквально сметает не готовых к бою мексиканцев, врывается в их лагерь. Начинается резня. Хьюстон находится в гуще боя и получает рану в ногу. Он щадит пленного Санта-Анну, которого уже собираются вешать, со словами: «Вы хотите отомстить, а я хочу Техас».

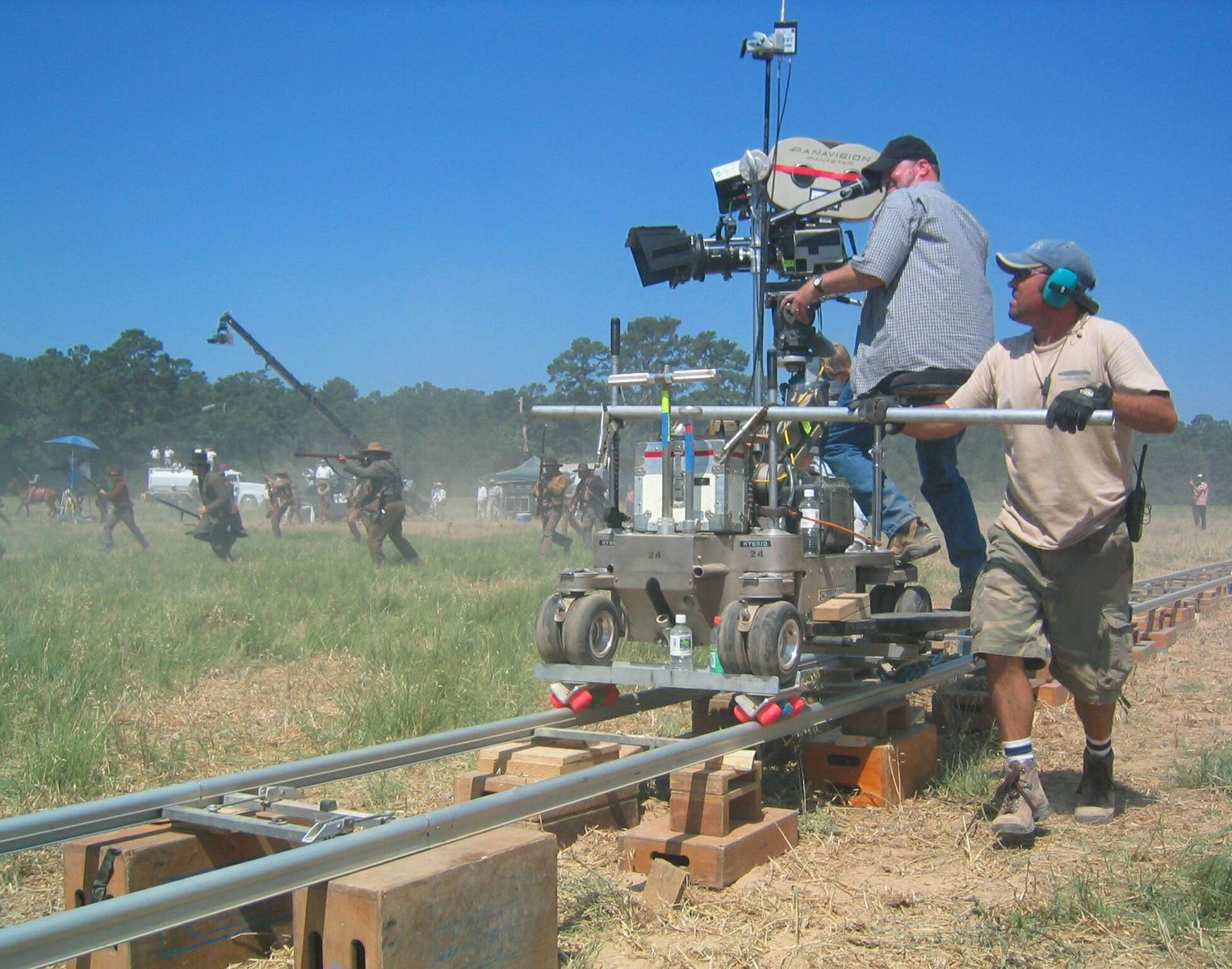
Съёмочная группа снимает батальную сцену

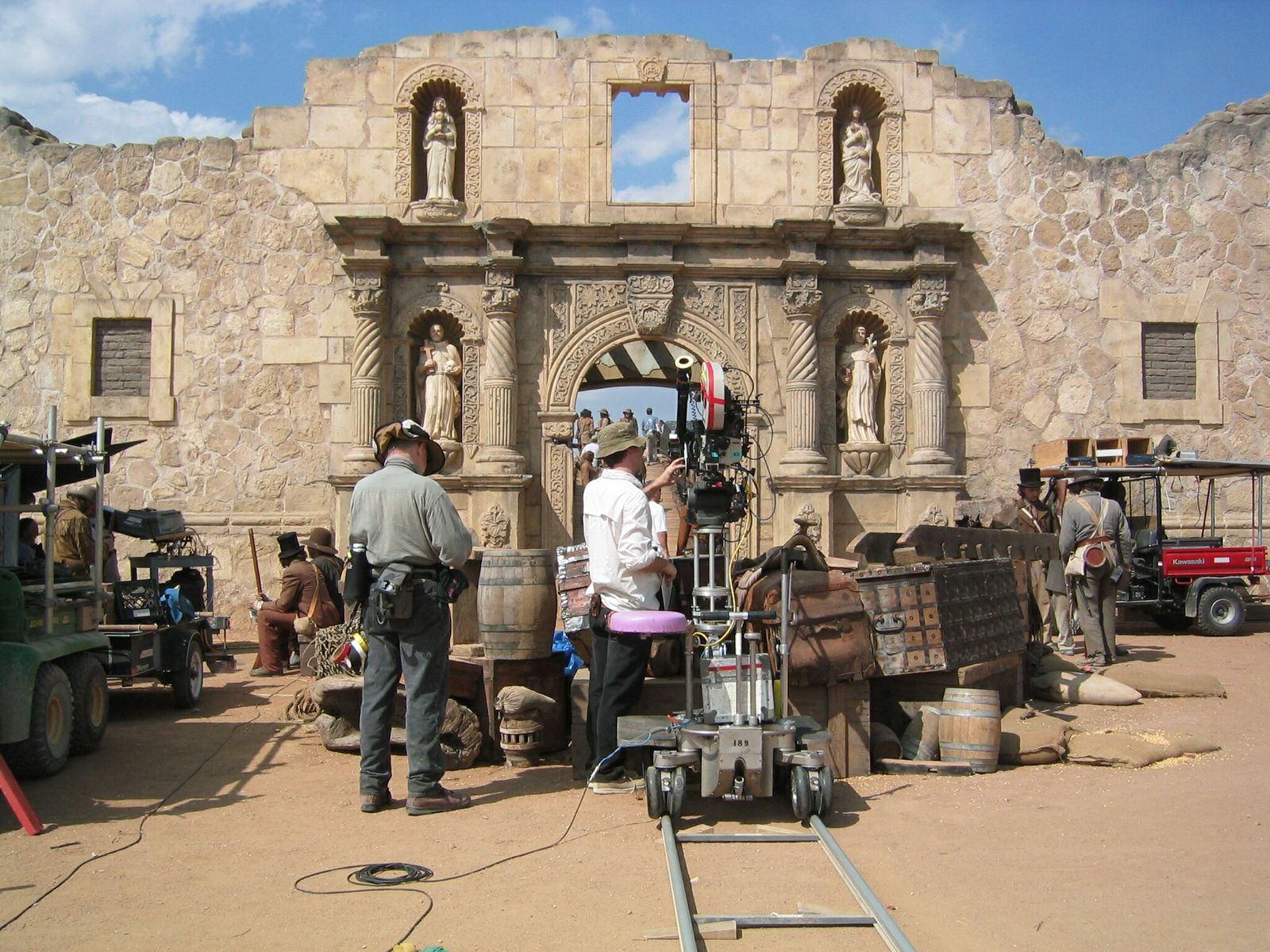
Установка оборудования во время съёмок

## Производство
Изначально предполагалось снимать фильм на кинокомпании «Imagine Entertainment» с Роном Ховардом в режиссёрском кресле и Брайаном Грейзером в качестве продюсера. Рассел Кроу планировался на роль Сэма Хьюстона, Итан Хоук — на роль Уильяма Тревиса, а Билли Боб Торнтон был бы Дэвидом Крокеттом. Но в дальнейшем возникли финансовые и творческие разногласия между «Imagine Entertainment» и «Disney», да и Ховард требовал повысить бюджет до 200 млн $. В результате «Дисней» отвергла предложение «Имэджин» и Ховард, Грейзер, Кроу и Хоук покинули проект. А «Дисней» достигла договорённости с Джоном Ли Хэнкоком, снизив бюджет до 95 млн $. Торнтон — единственный, кто остался из оригинальной команды.
Фильм был снят в окрестностях Остина (Техас), в промежутке с января по июнь 2003 года, преимущественно на территории ранчо Раймерс. Построение ленты было сконцентрировано на исторической точности и правдоподобии деталей, так, например, на фасаде миссии отсутствует легкоузнаваемый сегодня «горб», который был достроен позже, при реставрации комплекса зданий после сражения.
После съёмок и монтажа к выпуску кинокартина готовилась на декабрь 2003 года, но впоследствии эта дата сместилась на апрель 2004 года.

## Спорные моменты
Сцена, в которой пленного Дэви Крокетта закалывают штыками, вызвала волну споров и критики в среде историков и исследователей битвы. Традиционная и общепринятая версия — Крокетт погиб в бою смертью героя. Авторы фильма в этом эпизоде опирались на мемуары мексиканского офицера Хосе Энрике де ла Пеньи, сражавшегося на мексиканской стороне в этой битве.

## В ролях
| Актёр             | Роль                        |
| ----------------- | --------------------------- |
| Деннис Куэйд      | Сэм Хьюстон                 |
| Билли Боб Торнтон | Дэвид Крокетт               |
| Джейсон Патрик    | полковник Джеймс Боуи       |
| Патрик Уилсон     | полковник Уильям Тревис     |
| Эмилио Эчеваррия  | Антонио Лопес де Санта-Анна |
| Жорди Молья       | капитан Хуан Сегуин         |
| Леон Риппи        | сержант Уильям Уард         |
| Том Дэвидсон      | полковник Грин Джеймсон     |
| Марк Блукас       | Джеймс Бонэм                |
| Эдвин Ходж        | Джо                         |
| Турк Пипкин       | Исаак Миллсэпс              |

| Актёр               | Роль                     |
| ------------------- | ------------------------ |
| Роберт Прентисс     | Альберт Гримз            |
| Кеннет Пэйдж        | Микайа Оутри             |
| Джо Стивенс         | Майал Сарлок             |
| Стивен Брутон       | капитан Алмарон Дикинсон |
| Лаура Клифтон       | Сюзанна Дикинсон         |
| Рикардо Чавира      | рядовой Грегорио Эспарса |
| Стивен Честер Принс | лейтенант Джон Форсайт   |
| Эмили Дешанель      | Розанна Тревис           |
| Эстефания ЛеБарон   | Джуана                   |
| Афемо Омилами       | Сэм                      |
| Блу Декерт          | Джон Уильям Смит         |

## Кассовые сборы
Ленту постиг кассовый провал, с момента выхода на экраны во время пасхальных праздников её преследовали посредственные отзывы в прессе и низкая посещаемость. В первый же уикенд стало ясно, что параллельно выпущенная работа Мела Гибсона — «Страсти Христовы» просто не оставляет шансов для «Аламо». Из 140 миллионов долларов, ушедших на производство и раскрутку фильма, в первые выходные вернулось только 9,1 миллиона. Ко второму месяцу проката кинокартины сборы на внутреннем рынке так и не достигли отметки 30 миллионов долларов. Итоговые сборы, включая международные, составляли менее 26 миллионов.

## Историческая достоверность
Описание судьбы Крокетта основано на мемуарах, написанных Хосе Энрике де ла Пенья, офицером армии Санта-Анны. Является первым фильмом, в котором Крокетт был казнен как военнопленный; все остальные изображали его смерть как произошедшую во время битвы. Это вызвало критику со стороны многих энтузиастов и некоторых историков.